# Guiclupea superstes
Guiclupea superstes è un pesce osseo estinto, appartenente agli ellimmittiformi. Visse nell'Oligocene (circa 33 - 28 milioni di anni fa) e i suoi resti fossili sono stati ritrovati in Cina. È il più recente ellimmittiforme noto.

## Descrizione
Questo pesce era piuttosto grosso rispetto agli altri suoi simili, e poteva superare i 60 centimetri di lunghezza. Era dotato di un corpo fusiforme allungato, con il margine anteriore dorsale arrotondato e convesso, privo di un angolo marcato all'origine della pinna dorsale che invece è tipico di Ellimmichthys e Paraclupea. Il margine vetrale precedente alla zona di inserzione delle pinne pelviche era anch'esso convesso, ma diveniva dritto e innalzato obliquamente dietro la loro inserzione, facendo sì che la parte posteriore del corpo fosse assottigliata gradualmente verso la coda. La pinna anale possedeva una base larga, mentre la pinna caudale era profondamente biforcuta. Era presente una serie completa di scudi predorsali così come una di scudi ventrali lungo il margine ventrale e dorsale del corpo; gli scudi erano piccoli, numerosi e tutti di grandezza uquale, con piccole creste sulla superficie dorsale. Guiclupea era inoltre caratterizzato da un grande osso post-temporale, dalla mancanza di un diastema tra il secondo e il terzo ipurale e dal termine prossimale ingrandito dei principali raggi della pinna caudale.

## Classificazione
Guiclupea superstes venne descritto per la prima volta nel 2021, sulla base di resti fossili ritrovati nella provincia di Guangxi, in Cina, nelle formazioni Ningming e Yongning, risalenti all'Oligocene. 

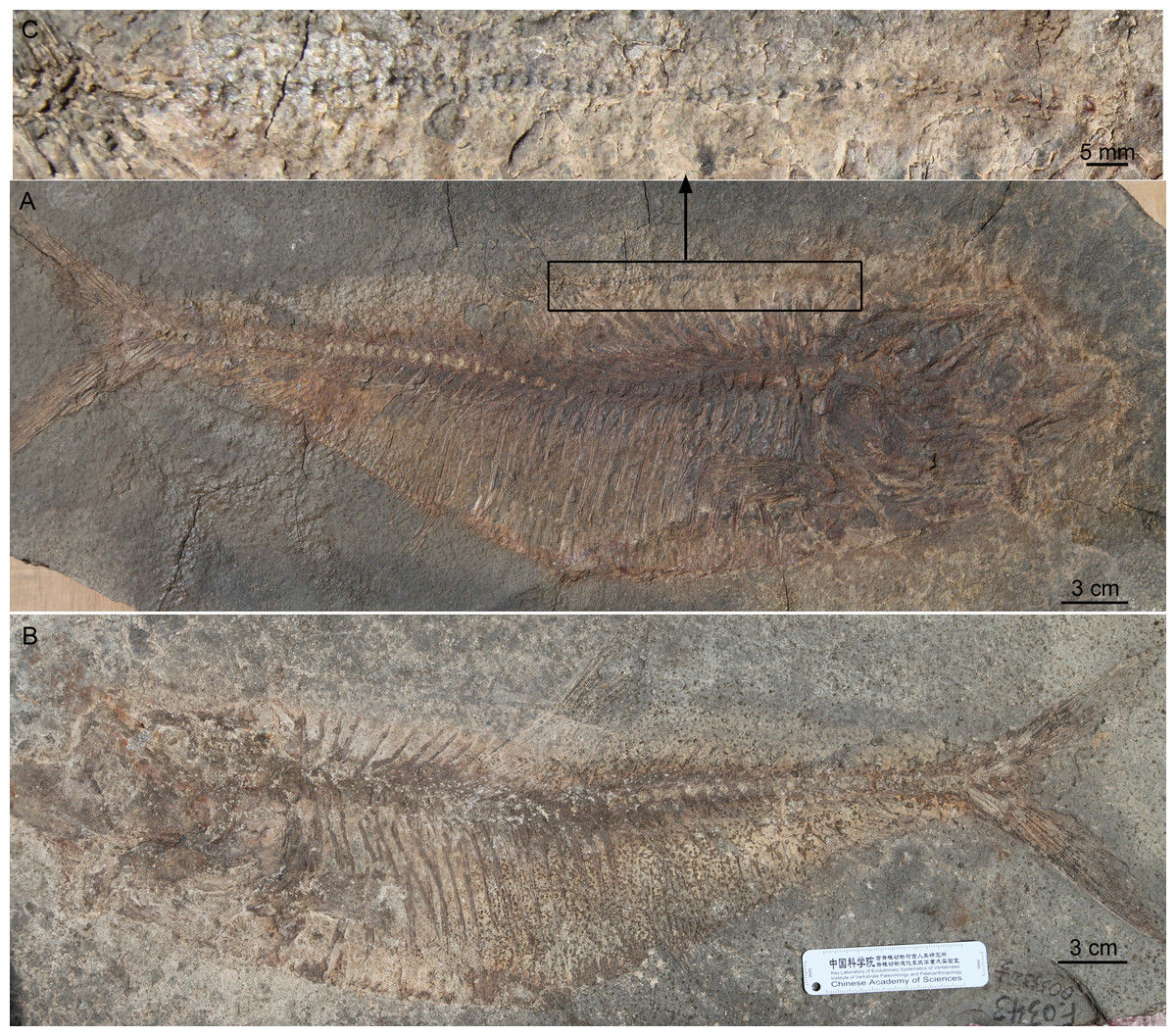
Olotipo di Guiclupea superstes. In evidenza la serie di scudi dorsali.

Questa specie, sulla base delle caratteristiche morfologiche, è stata attribuita agli ellimmittiformi, un gruppo di pesci clupeomorfi tipici del Cretaceo e del Paleogene, caratterizzati dalla presenza di almeno due serie di scudi sul corpo. In particolare, analisi cladistiche hanno identificato Guiclupea come il sister taxon del ben noto Diplomystus. Guiclupea condivide con Diplomystus l'alta cresta sopraoccipitale, l'inserzione della pinna pelvica anteriore all'origine della pinna dorsale e il numero di scudi predorsali superiore a 20. Guiclupea rappresenta il più recente ellimittiforme, e la sua scoperta indica che i membri degli Ellimmichthyiformes avevano una distribuzione più ampia e una storia evolutiva più lunga di quanto precedentemente noto.